# Buenos Airespark
Het Buenos Airespark (Armeens: Բուենոս Այրեսի այգի) is een stadspark in de Armeense hoofdstad Jerevan.
Het Buenos Airespark is gelegen in het district Ajapnyak nabij het Medisch Centrum van de Armeense Republiek, op de rechteroever van de rivier Hrazdan. Het verlaten park werd grondig gerenoveerd in de zomer van 2012 en vernoemd naar Buenos Aires, een van de zustersteden van Jerevan. Het park van circa 4 hectare groot werd geopend op 12 oktober 2012. Het park heeft een halfrond zwembad met fonteinen en een wateroppervlakte van 3.000 m². Het park is ook voorzien van een kleine ruimte voor buitensportevenementen.